# بریگنتین یانکی
بریگنتین یانکی (به انگلیسی: Brigantine Yankee) یک کشتی است که طول آن ۹۶ فوت (۲۹٫۳ متر) می‌باشد.